# Iwakura
Iwakura (岩倉市, Iwakura-shi) är en japansk stad i prefekturen Aichi på den centrala delen av ön Honshu. Staden är belägen strax norr om Nagoya och ingår i denna stads storstadsområde. Iwakura fick stadsrättigheter 1 december 1971.

## Källor

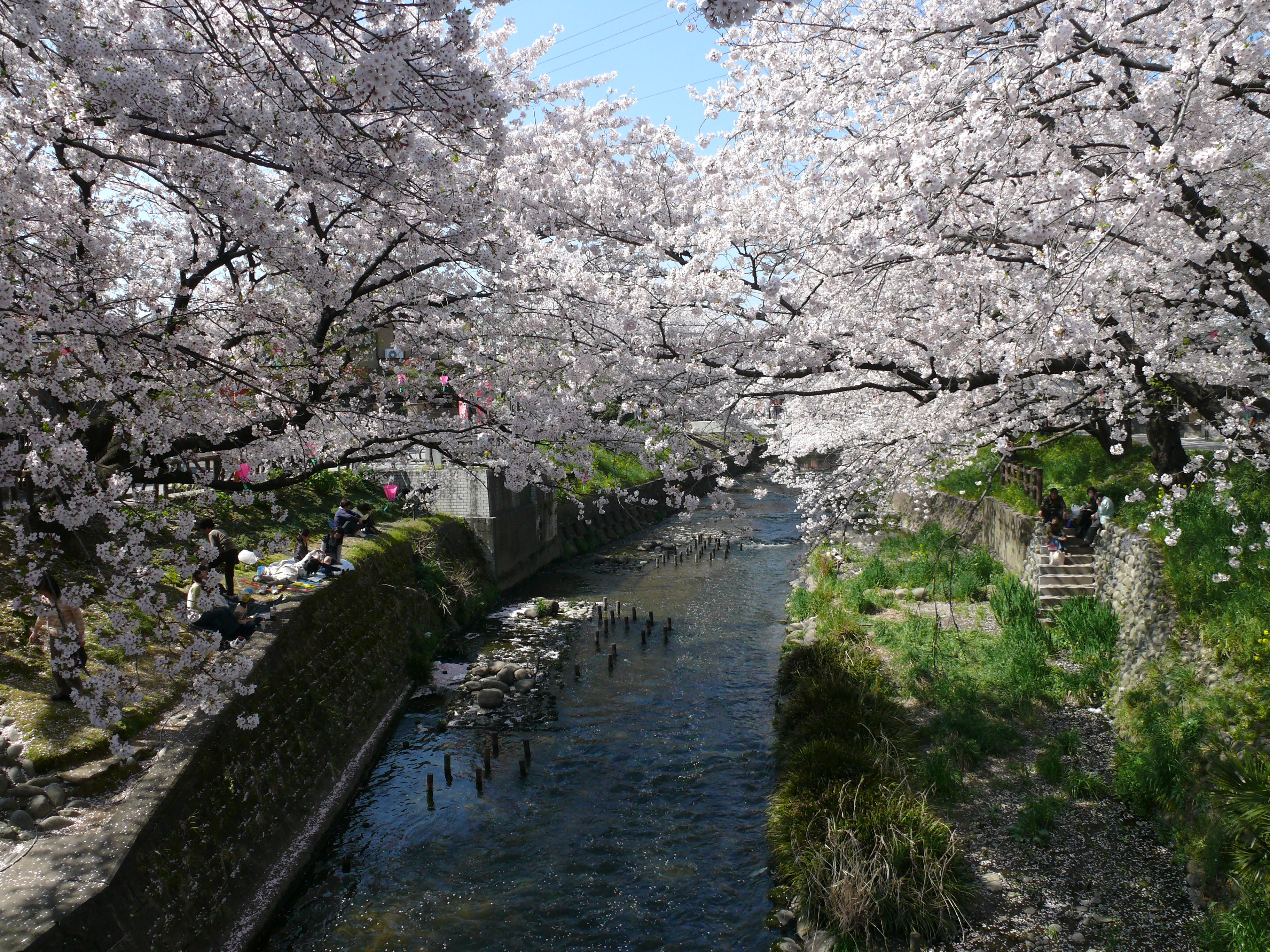
Vattendraget Gojo-gawa